# 다나이 우돔촉
다나이 우돔촉(태국어: ดนัย อุดมโชค, 1981년 8월 11일~)은 태국의 은퇴한 테니스 선수이다. 방콕에서 태어났으며, 현재 거주지도 방콕이다.
1997년 프로 선수로 데뷔하였으며, 얀 스토체스의 지도를 받았다. 개인 최고 랭킹은 2007년 기록한 세계 랭킹 77위이다. 2007년 이전에는 챌린저급 대회에 주로 출전하여 우승 7회 및 다수의 준우승을 기록했으나, 자국 대회 우승 기록은 없다. 현역 시절 던롭 스포츠가 스폰서로서 그의 라켓과 운동복 일체를 지원했다.

## 단식 우승 (9)
| 분류 (단식)             |
| 그랜드 슬램 (0)         |
| 마스터스 컵 (0)         |
| ATP 마스터스 시리즈 (0) |
| ATP 투어 (0)            |
| 챌린저 (9)              |

| No. | 일시             | 대회         | 코트      | 결승 상대         | 스코어        |
| 1.  | 2003년 10월 6일  | 다르와드     | 하드      | 왕위쭤            | 7–6, 6–1      |
| 2.  | 2005년 5월 23일  | 부산         | 하드      | 폴 골드스틴       | 7–6, 6–1      |
| 3.  | 2005년 7월 25일  | 그랜비       | 하드      | 그레고리 카라즈   | 7–6, 2–6, 7–6 |
| 4.  | 2005년 11월 14일 | 샴페인       | 실내 하드 | 저스틴 기멀스토브 | 7–5, 6–2      |
| 5.  | 2006년 4월 17일  | 치크마갈루르 | 하드      | 마쓰이 도시히데   | 7–6, 6–4      |
| 6.  | 2006년 5월 15일  | 페르가나     | 하드      | 알렉산더 페야     | 6–0, 6–2      |
| 7.  | 2006년 11월 6일  | 부산         | 하드      | 폴 골드스틴       | 6–2, 6–0      |
| 8.  | 2009년 5월 17일  | 부산         | 하드      | 블라시 카우치치   | 6–2, 6–2      |
| 9.  | 2012년 2월 4일   | 버니         | 하드      | 새뮤얼 그로스     | 7–6, 6–3      |